# Circoncisione (Vouet)
La Circoncisione di Gesù è un dipinto (290×193 cm) a olio su tela di Simon Vouet datato 1622 e conservato nel Museo nazionale di Capodimonte a Napoli.

## Storia e descrizione
Il dipinto fu richiesto da Marcantonio Filomarino, nobile napoletano che aveva la propria collezione nel palazzo di famiglia nelle adiacenze del monastero di Santa Chiara. Fece da tramite all'acquisto il cugino del principe di stanza a Roma, Ascanio Filomarino, cardinale vicino alla famiglia pontificia dei Barberini che acquistò tra il 1620 e il 1623 diciotto opere di Simon Vouet. Nell'elenco dei dipinti figurava proprio una Circoncisione, di cui è registrato il pagamento in data 13 febbraio 1620 per una somma pari a 38 scudi a saldo di 120 già sborsati. Nella notula firmata da Ascanio si fa espresso riferimento al fatto che il quadro doveva essere consegnato «per mandarlo al signor Marco Antonio Filomarino».
Il dipinto compare in un inventario post mortem di Marcantonio datato 1634 nel palazzo Filomarino della Rocca, da cui poi in una ignota data successiva verrà ricollocato nella chiesa di Sant'Angelo a Segno. La tela è infatti registrata nell'edificio religioso nelle guide alla città scritte da Luigi Catalani nel 1845, il quale la attribuisce a «ignoto autore, probabilmente Procaccini».
Nel 1938 durante un intervento di restauro compare la firma originale del Vouet, ripristinando la giusta titolarità all'opera. Nel 1977 per motivi cautelativi la pala viene rimossa dalla chiesa di Sant'Angelo e ricollocata nel Museo nazionale di Capodimonte, dov'è tuttora.
La tela mostra un'insolita scena della circoncisione di Gesù: questa viene rappresentata infatti in casa di Giuseppe, che compare a sinistra del sacerdote, e non nel consueto Tempio, attorno all'ara, come erroneamente vuole l'iconografia cristiana.
La pala seppur realizzata a Roma e solo successivamente inviata a Napoli, ebbe una notevole influenza negli artisti locali, soprattutto in Massimo Stanzione e Bernardo Cavallino, che ne assimilarono la forte componente scenica ,elegantemente rappresentata nei pilastri illuminati che fanno da quinta, nel drappo rosso in alto a destra o nella gestualità di alcune figure che danno ancor più teatralità all'evento, su tutti il bambino in primo piano che guarda dentro la giara.
Il dipinto è firmato e datato sul basamento dell'altare: «Simon Vouet Parisien / F. Romae MDCXXII».